# شهرستان سلماس
شهرستان سَلماس با نام پیشین شهرستان شاپور و همچنین کهنه شهر قدیم یکی از شهرستان‌های استان آذربایجان غربی در ایران است که در قسمت شمالی این استان قرار دارد که از شمال با شهرستان خوی و از جنوب با شهرستان ارومیه و از شرق به دریاچه ارومیه و تسوج و از باختر با مرز ایران و ترکیه همسایه است. این شهرستان در ۸۵ کیلومتری شمال ارومیه در مسیر راه‌های اصلی ارومیه-خوی و ارومیه-تبریز قرار گرفته‌است. مرکز این شهرستان شهر سلماس است. این شهرستان به دو بخش مرکزی و کوهسار تقسیم شده‌است. مرکز بخش کوهسار روستای کتبان و مرکز بخش مرکزی شهر سلماس است. شهر سلماس در منطقه دشتی واقع شده و رودخانه زولارود از ۳ کیلومتری جنوب شهر عبور می‌کند و آب و هوای آن در قسمت‌های مرزی و کوهستانی و در سایر نقاط معتدل و خنک است.

## تاریخچه سلماس
با توجه به آخرین یافته‌های باستانی، تاریخ سکونت انسان در منطقه سلماس به بیش از ۱۲ هزار سال قبل می‌رسد. کشف نشانه‌هایی از سکونت انسان‌های غارنشین در اطراف روستای آجواج از جمله این نشانه‌ها می‌باشد که گویای سکونت بشر در این منطقه از آذربایجان در هزاران سال قبل است. امروزه به مدد تحقیقات علمی ما درک کاملی از مراحل پیدایش انسان در منطقه سلماس، مراحل غارنشینی و مرحله ایجاد نخستین شهرهای بزرگ باستانی داریم. علاوه بر سکونت مردمان باستانی بومی (التصاقی زبان مانند: آرتتا، قوتی‌ها، لولوبی‌ها، اورارتورها، مادهاو…) همواره سلماس را به‌دلیل موقعیت خاص جغرافیایی خود مکانی برای مهاجرت دیگر مردمان نواحی شمالی-کوه‌های اورال و آلتای مهاجرت کرده‌اند. برخی از این مهاجران در این منطقه ماندگار شده و برخی دیگر بعدها به مناطق جنوبی تر و به خصوص بین‌النهرین مهاجرت کردند. سومری‌ها از جمله ملل التصاقی زبان بودند که پس از سکونت در منطقه سلماس و برخی نقاط آذربایجان بعدها به بین‌النهرین مهاجرت کرده و تمدن عظیم سومر را پایه‌گذاری نمودند. نشانه‌هایی از سکونت سومریان در سلماس وجود دارد. همچنین کاوش‌های تپه بیان تاریخچه دوران مادی سلماس را روشن می‌سازد.

## برخی از آثار تاریخی سلماس
نقش برجسته معروف به خان تختی که در جنوب شرقی سلماس در ۱۶ کیلومتری جاده اصلی سلماس به ارومیه و بر روی کوه‌های معروف به پیر چاووش کنده شده‌است. کتیبه مربوط به تصرف پس از ۳۰ سال مقاومت قوای آذربایجان در مقابل ارتش ساسانی میسر گردید. ۲ سواره و ۲ نفر پیاده مجموعه نقوش این حکاکی را تشکیل می‌دهند که بر اساس اسناد تاریخی این سواره‌ها اردشیر و پسرش هستند. کمی بالاتر از دماغه کوهی که این نقش بر روی آن حکاکی شده‌است و در قله کوه یکی از قلعه‌های معروف سلماس یا همان قلعه اورارتویی خان تختی قرار گرفته‌است. پله‌های تراشیده شده در دامنه شرقی کوه که تا قلعه آن امتداد یافته‌اند از جمله اندک بقایای این قلعه باستانی با عمری بیش از ۳۰۰۰ سال را تشکیل می‌دهند.
آجواج، نقاشی‌های مربوط به انسان‌های اولیه
نقاشی‌های سنگی مربوط به انسان‌های اولیه و غارنشین که شامل نقوشی از انواع حیوانات نظیر قوچ، اسب و بزهای کوهستانی هستند بر روی صخره‌هایی در ۱۶ کیلومتری جنوب غربی سلماس و نزدیکی روستای آجواج واقع شده‌اند. در پایین این نقوش دره ای مربوط به یکی از شاخه‌های رود زولا جاری است. در اصل این نقوش در داخل غاری مربوط به هزاره‌های قبل کشیده شده بود که امروزه بر اساس عوامل طبیعی سقف این غار فرو ریخته و تخته سنگ‌های مربوط به این غار در دامنه کوه وجود دارد. مطالعات علمی بر روی قدمت این نقاشی‌ها و برخی خطوط صورت نگرفته‌است اما با توجه به نقوش و تاریخ گذر انسان‌ها از غارنشینی به تشکیل دهکده‌ها و آذربایجان و به خصوص منطقه سلماس حداقل قدمت این آثار به بیش از ۱۱ هزار سال قبل بر می‌گردد.
قلعه قارنی یاریخ
این قلعه بر روی کوهی معروف به اوچ قارداش (سه برادر) قرار گرفته‌است. وجود ۳ شیار بزرگ بر روی ضلع شمالی کوه دلیل این نام‌گذاری می‌باشد. این قلعه یکی از بزرگ‌ترین قلعه‌های سلماس می‌باشد که شامل محوطه ای وسیع با مجموعه سازه‌های حکومتی می‌باشد. بر اساس یافته‌های باستان‌شناسی قلعه می‌تواند همان ارگ حکومتی شهر اولخوی اورارتویی یا همان سارادوری خوردا باشد. از بقایای این قلعه عظیم می‌توان به دو دخمه مستطیل شکل (آرامگاه) کنده شده در دل سنگ و دو دخمه کوچکتر، پله‌های سنگی قلعه، بقایای دیوار و اتاق‌های قلعه اشاره نمود. بزرگی آرامگاه‌های قلعه که در دل کوه کنده شده‌اند هر بیننده ای را به تعجب وامی‌دارد. دسترسی و مشاهده نزدیک این قلعه نیاز به پیاده‌روی طولانی و آشنایی نسبی به فنون کوهنوردی دارد. قلعه در جنوب غربی سلماس قرار گرفته‌است و از طریق جاده سلماس، هفتوان، اولق، ملحم قابل دسترسی است.
زنجیر قلعه سلماس
این قلعه در جنوب سلماس و در جنوب غربی روستای تمر، بر روی کوهی منفرد قرار دارد و از جمله قلعه‌های مشهور سلماس به حساب می‌آید که علت آن هم مربوط می‌شود به وجود دیوارهای عظیم محافظ قلعه. این دیوارهای سنگی با استفاده از تخته سنگ‌های عظیم و بدون کوچک‌ترین ملاتی ساخته شده‌اند. دیوارها که قدمت آن‌ها به بیش از ۳۰۰۰ سال قبل بر می‌گردد پس از گذر این همه سال همچنان بصلابت خود باقی هستند. امروزه در برخی از قسمت‌های قلعه ارتفاع بقایای این دیوارها به بیش از ۲ متر نیز می‌رسد. دخمه نیم دایره ای شکل و راه روی کنده شده در سنگ نیز از جمله بقایای امروزی قلعه به حساب می‌آید. دستیابی و بازدید از این قلعه از طریق پیاده‌روی از روستای تمر تا دامنه کوه امکان‌پذیر می‌باشد. این پیاده‌روی حدود ۳۰ دقیقه به طول می‌انجامد که مناظر بهاره در طول راه بر جذابیت قلعه می‌افزاید.
قلعه میناس
این قلعه در ۱۶ کیلومتری جنوب غربی سلماس و در کنار جاده اصلی سلماس به ارومیه بر روی رشته کوه‌های معروف به پیر چاووش ساخته شده‌است. این قلعه از مجموع قلعه‌های اورارتویی سلماس به حساب می‌آید که قدمتی بیش از ۳۲۰۰ سال دارد و شامل ۲ برج وردی اصلی، دخمه‌های سنگی و بقایای ساختمان اصلی است.
خان گولی کهنه شهر
گول کهنه شهر که به نام خان گولی نیز مشهور است یکی از سازه‌های آبیاری باستانی سلماس و مربوط به تمدن درخشان مردمان اورارتو می‌باشد. این گول یا همان دریاچه مصنوعی از جمله سیستم‌های آبیاری قدیمی و باستانی است که تا به امروز پس از گذشت بیش از ۲۸۰۰ سال همچنان مورد استفاده قرار می‌گیرد. در سال ۱۳۴۰ تعمیراتی بر روی این گول انجام گرفت. آب در فصول پر باران در این دریاچه مصنوعی ذخیره شده و در ماه‌های تابستان این ذخایر برای امور کشاورزی مورد استفاده قرار می‌گیرد. قلعه ای معروف به قارچی بک نیز در ضلع جنوب غربی این دریاچه مصنوعی وجود داشت که در حین ایجاد عملیات سد سازی بر روی رودخانه دریک از بین رفت.
کلیسای باستانی درشک
این کلیسا که در روستای درشک (دیریش) قرار دارد یکی از کلیساهای باستانی سلماس و احتمالاً متعلق به دوران مغول و دارای معماری بسیار زیبا با سنگلاشه که بقایای ستون‌ها، محراب و دو اتاق آن تا به امروز باقیمانده است.
کلیسا و سالن تئاتر هفتوان در ۳ کیلومتری جنوب غربی سلماس قرار گرفته‌است.
کلیسای آشوری خسروآباد در ۵ کیلومتری جنوب غربی سلماس و در روستای خسروآباد قرار گرفته‌است.
آقا مسجدی (مسجد آقا) در جنوب شرقی سلماس قرار دارد و بنای اصلی این مسجد که متعلق به دیلمان قدیم یا همان مرکز ولایت سلماس بود در زلزله سال ۱۳۰۹ به کلی توسط زلزله ویران گردید که در دهه‌های اخیر و در همان مکان اصلی خود به سبک اولیه تجدید بنا شد.
حمام تاریخی شیخ (شیخ حمامی) واقع در خیابان سوره ای یکی از اولین بناهای ساخته شده در سلماس فعلی است که پس از زلزله سال ۱۳۰۹ بنا گردید.
جاذبه‌های طبیعی شهر سلماس
آبشار طبیعی خورخورا در ۲۵ کیلومتری جنوب شرقی سلماس قرار دارد که از طریق جاده سلماس به روستای تمر شور گول قابل دسترس است. آبشار در کنار جاده آسفالته سلماس به سِئرو (سِرو) قرار دارد.
دره حه تَم (حاتم) این دره سرسبز در ۲۵ کیلومتری جاده سلماس به ارومیه قرار دارد و به وسیله راهی فرعی از کنار جاده می‌توان به این مکان رسید. دره دارای محیطی پوشیده از درختان گردو و بادام و چشمه می‌باشد.
آب گرم معدنی روستای ایسسی سو که در فاصله ۲۵ کیلومتری جاده سلماس به ارومیه وجود دارد یکی از مشهورترین آب‌های گرم معدنی سلماس است که در تعدادی از سفرنامه‌ها از خاصیت شفا دهندگی آن صحبت به میان آمده‌است. زیارتگاهی هم به نام انس در این روستا قرار دارد.
آب گرم معدنی روستای دریک که آب دارای املاح معدنی آن باعث شده‌است مناظر آهکی زیبایی در اطراف چشمه ایجاد شود، در شمال غربی سلماس قرار دارد.
غار نمکی چوبانلو، رود زولا، باغات سیب اطراف شهر، دامنه کوه‌های پیر چاووش و میناس نیز از سایر اماکن تفریحی و طبیعی سلماس به حساب می‌آیند.

## مردم
بیشتر مردم شهرستان سلماس به زبان ترکی آذربایجانی و مردم بخش کوهسار این شهرستان به زبان کردی کرمانجی سخن می‌گویند. همچنین عده اندکی از ارامنه و آشوریان نیز در این شهرستان حضور دارند. عشایر و کوچ نشینان این منطقه عمدتاً از تبار طوایف کره سنی و بخشی نیز در مناطق مرزی این شهرستان از ایل شکاک هستند. عده‌ای از یهودیان هم تا سدهٔ بیستم در این منطقه زندگی می‌کردند.
براساس سرشماری جمعیت سال ۱۳۹۵ جمعیت شهرستان سلماس بالغ بر ۱۹۶۵۴۶ می‌باشد، که از این تعداد ۱۰۰۸۱۷ مرد و ۹۵۷۲۹ نفر زن می‌باشند.

## تقسیمات کشوری
تقسیمات کشوری این شهرستان، بنابرآنچه در نتایج آمارگیری سرشماری سال ۱۳۸۵ کل کشور آمده‌است، بر حسب بخش، شهر، دهستان و روستا به شرح زیر است:

### بخش‌ها
- بخش مرکزی
- بخش کوهسار

### شهرها
- شهر سلماس
- شهر تازه شهر

### دهستان‌ها
دهستان‌های بخش مرکزی
- دهستان زولاچای (مرکز دهستان ملحم)
- دهستان کره‌سنی (مرکز دهستان سیلاب)
- دهستان کناربروژ (مرکز دهستان تمر)
- دهستان لکستان (مرکز دهستان قره‌قشلاق)

دهستان‌های بخش کوهسار
- دهستان چهریق (مرکز دهستان چهریق علیا)
- دهستان شپیران (مرکز دهستان دلزی)
- دهستان شناتال (مرکز دهستان کوزه‌رش)